# Las Ruda-Popioły w Łodzi
Las Ruda-Popioły – kompleks leśny w Łodzi o powierzchni 65 ha, położony w południowej części miasta w granicach dzielnicy Górna. W północnej jego części znajduje się Ośrodek Rehabilitacji Kardiologicznej, południowy i wschodni skraj lasu zbiega się niemal z granicą administracyjną Łodzi. W kierunku zachodnim, niedaleko od niego – za ruchliwą ul. Rudzką – znajduje się Ośrodek Wypoczynkowy Stawy Stefańskiego.
Rudzki las jest podzielony na fragmenty publiczne – ogólnie dostępne, oraz prywatne o ograniczonej dostępności, gdzie znajdują się domy letniskowe z przełomu XIX i XX wieku.
Charakterystyczne dla tego obszaru są ponad stuletnie sosny pospolite oraz stare fabrykanckie wille, w tym m.in. dom letniskowy Teodora Steigerta, a także willa Klara, będąca niegdyś własnością łódzkiego przemysłowca Kindermanna. Nazwa willi pochodzi od imienia żony fabrykanta.
Las od 2009 roku położony jest w zasięgu Zespołu Przyrodniczo-Krajobrazowego „Ruda Willowa”.

## Etymologia nazwy
Nazwa Popioły zrodziła się w momencie włączenia Rudy do Łodzi w 1946 r. Przed inkorporacją, obecna ul. Popioły nosiła imię S. Żeromskiego. Ze względu na to, że ulica o tej nazwie istniała już w Łodzi, postanowiono nazwę zmienić. Wybór padł na tytuł powieści pisarza – Popioły, w ten sposób nawiązując do dotychczasowego patrona ulicy.